# Sistema Central
El sistema Central es una cordillera situada en el centro de la península ibérica que atraviesa la denominada Meseta Central. Con una orientación oeste-este en su mitad occidental, y suroeste-noreste en su mitad oriental, tiene una longitud aproximada de 600 km y se extiende desde el centro de Portugal hasta el sistema Ibérico, en el centro-noreste de España. Constituye la divisoria entre la submeseta norte y la submeseta sur, además de, administrativamente, la separación natural entre la comunidad autónoma de Castilla y León, al norte, y las de Castilla-La Mancha, Comunidad de Madrid y Extremadura, al sur. Salvo alguna excepción menor, constituye también la divisoria entre las cuencas de los ríos Duero y Tajo.
La mayor elevación del sistema es el pico Almanzor (2592 m sobre el nivel del mar), situado en la sierra de Gredos. La cordillera se subdivide en sierras separadas entre sí por grandes valles o puertos de montaña. De todas ellas, las más importantes por extensión son las siguientes, ordenadas de oeste a este: Estrella, Gredos, Guadarrama y Ayllón. La base de estas montañas oscila de los 500 a 1200 metros.

## Geología

Ubicación geológica del sistema Central. Zócalo varisco: Zona Centroibérica del Macizo Ibérico. Relieve: Cadenas alpinas del Antepaís Ibérico sin cobertera mesozoica

El sistema Central es resultado del acortamiento de la placa Ibérica por el choque de las placas Euroasiática y Africana, que formó en sus bordes los orógenos de colisión de los Pirineos y las Béticas. El sistema se levantó durante la orogenia alpina, en el Cenozoico, aunque los materiales sobre los que se asienta (el zócalo granítico meseteño) sean anteriores (de la orogenia varisca).
Las rocas han sufrido una fuerte erosión, por lo que se han aplanado mucho tanto en las cumbres (conocidas por los montañeros como "cuerdas") como en las estribaciones septentrionales y meridionales: es una cordillera formada por rocas muy antiguas pero con un relieve reciente, de edad similar a la de los Pirineos, los Alpes, los Andes o el Himalaya. [cita requerida]

Sección esquemática noroeste-sureste del sistema Central. Nótese la corteza engrosada bajo la cadena y las estructuras alpinas tipo pop-up y pop-down, limitadas por fallas inversas y de desgarre

### Formación
A mediados del Paleozoico medio (hace entre 360 y 290 millones de años), un substrato inicial de antiguos granitos y sedimentos se empezó a plegar y metamorfizar, originándose los gneises. A finales del Paleozoico (entre 290 y 250 m.a.) dichos materiales se fracturan. Se inicia el emplazamiento en superficie de masas magmáticas, dando lugar a los granitos. En la fase final de esta era se produce la elevación general de toda la cordillera. Desde finales del Paleozoico y durante el Mesozoico (entre 250 y 65 m.a.) se producen los procesos de erosión y desmantelamiento del relieve. También durante este último se produce una trasgresión marina, quedando en la superficie zonas subacuáticas y formándose cuencas de sedimentación recubriendo la plataforma continental con sedimentos que darán lugar a las calizas. Estas se localizan hoy en los bordes de las sierras y algunas de sus fosas interiores.
En el Cenozoico o Terciario (entre 65 y 1,8 m.a.), actúan los procesos que provocan la elevación del sistema y la compartimentación en bloques tal y como los encontramos. La erosión del macizo rocoso provoca el relleno sedimentario de las cuencas con arcosas.
La acción glaciar del Cuaternario (hace 1,8 m.a. hasta hoy) acabaría de modelar varios de los relieves actuales de la sierra con pequeños circos de tipo pirenaico, algunos ejemplos se encuentran en las morrenas, pequeños circos y lagunas de Peñalara y Gredos, también algunas huellas glaciares han quedado en el entorno del Pico Almanzor y La Maliciosa con forma de rocas aborregadas-estriadas y pequeños circos. En definitiva, en los últimos dos millones de años, la acción glaciar, la consolidación de la red de ríos y la excavación de valles y terrazas dan lugar a la morfología actual del terreno.

## Sierras

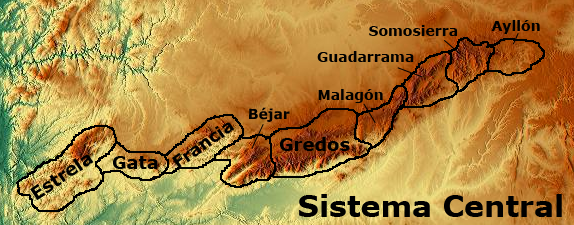
Sierras principales del sistema Central

El término "sistema Central" es un término académico pues no es compartido por los habitantes de la zona, los cuales se refieren a las diferentes sierras de las que se compone la cordillera y no tienen conciencia de un todo. Enumeradas de oeste a este, las sierras son las siguientes:
- Sierra de Lousã, en la parte centro-occidental de Portugal, separando las cuencas del Mondego y del Tajo (Trevim, 1205 m).
- Sierra de la Estrella, situada en el centro de Portugal (Torre, 1993 m).
- Sierra de la Malcata, situada en el centro-oriental de Portugal (Alto del Machoca, 1075 m).
- Sierra de Gata, entre las provincias de Cáceres y Salamanca (Peña Canchera, 1592 m).
- Sierra de Francia, al sur de la provincia de Salamanca (Pico de la Hastiala, 1735 m).
- Sierra de Béjar, provincia de Salamanca (Canchal de la Ceja, 2428 m).

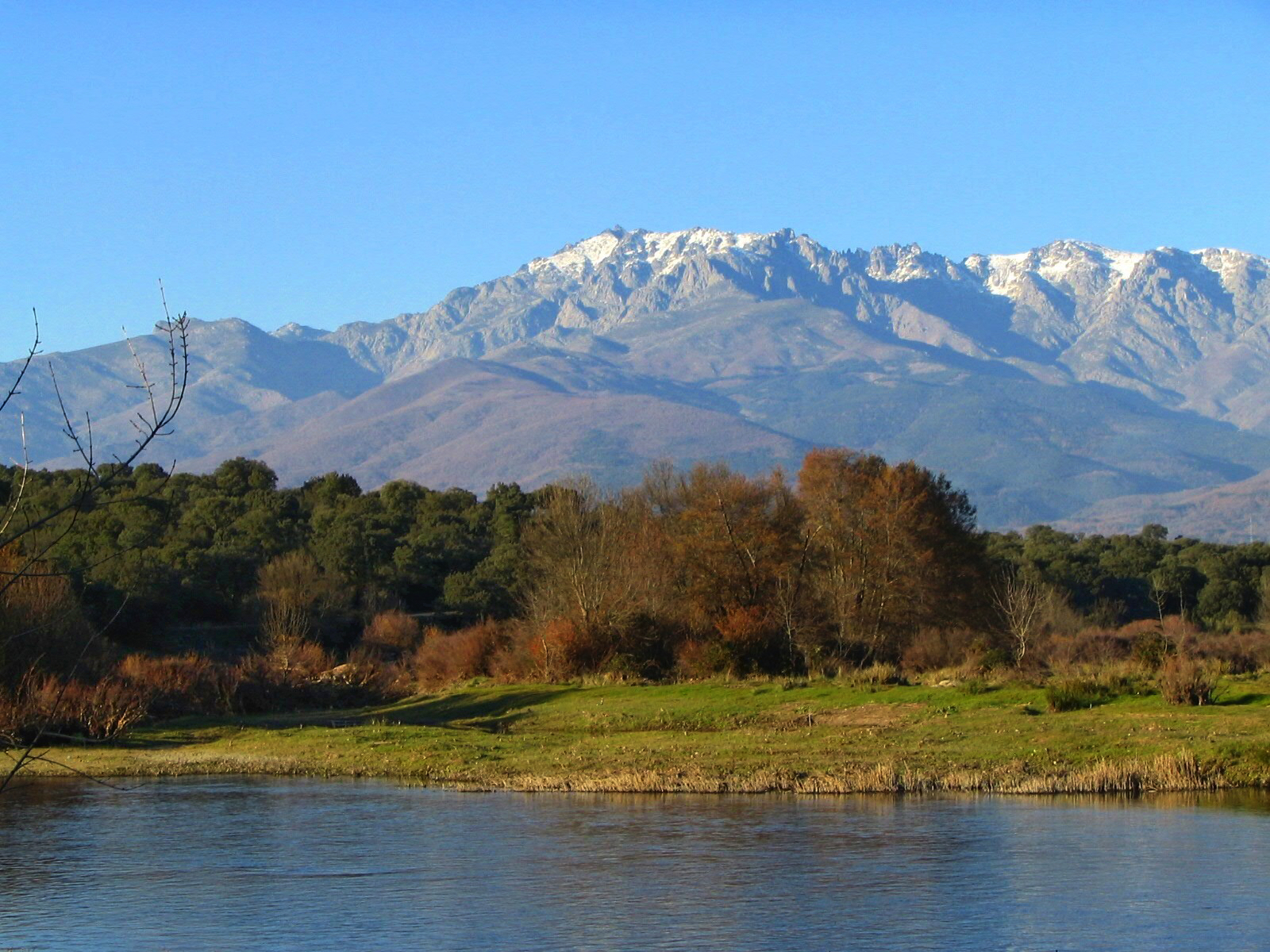
Pico Almanzor, la montaña más alta del sistema Central

- Sierra de Gredos, en Ávila y Cáceres (Pico Almanzor, 2592 m).
- Sierra de la Horcajada, en Ávila (Risco de la Umbrela, 1562 m).
- Sierra de Villafranca, en Ávila (Cerro Moros, 2059 m).
- Sierra de Piedra Aguda, en Ávila (Piedra Aguda, 1817 m).
- La Serrota, en Ávila (Serrota, 2294 m).
- Sierra de Hoyocasero, en Ávila (Navasolana, 1708 m).

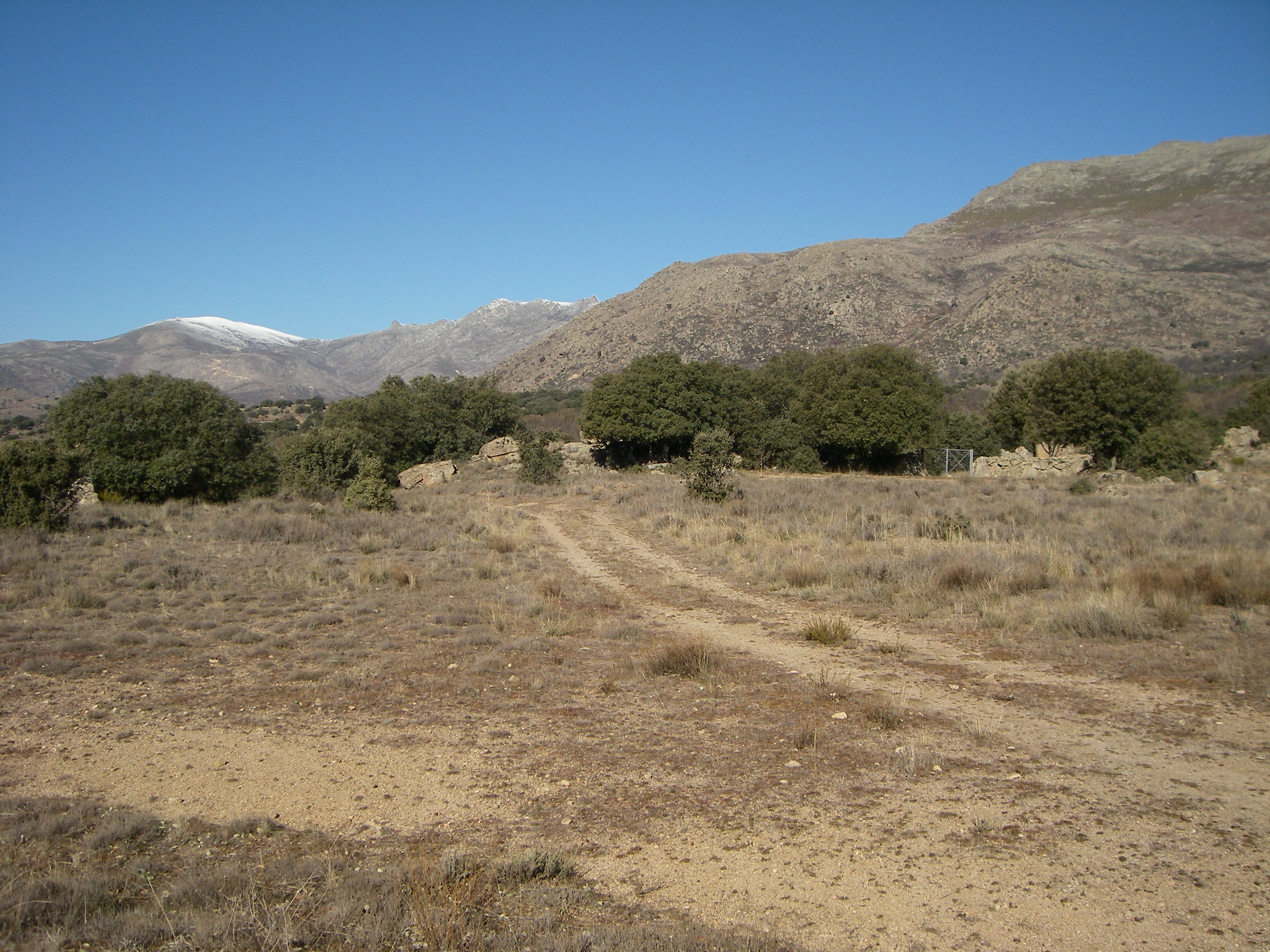
Vistas desde Navalmoral de la Sierra en la sierra de la Paramera sur

- Sierra de la Paramera, en Ávila (Pico Zapatero, 2160 m).
- Sierra de Ávila, en Ávila (Cerro de Gorría, 1727 m).
- Sierra de Ojos Albos, en Ávila y Segovia (Cruz de Hierro, 1657 m).
- Sierra de San Vicente, en Toledo (Cruces, 1373 m).
- Sierra de Guadarrama, en Ávila, Madrid y Segovia (Peñalara, 2428 m).
  - La Mujer Muerta, en Segovia (La Pinareja, 2197 m)).
  - Siete Picos, en Segovia y Madrid (Siete Picos, 2138 m).
  - La Maliciosa, en Madrid (Maliciosa, 2227 m).
  - Cuerda Larga, en Madrid (Cabeza de Hierro Mayor, 2383 m).
  - Sierra de Malagón, en Ávila, Madrid y Segovia (Cueva Valiente, 1903 m).
  - Sierra de la Morcuera, en Madrid (La Najarra, 2122 m).
  - Sierra de Canencia, en Madrid (Mondalindo, 1831 m).
  - Sierra de la Cabrera, en Madrid (Cancho Gordo, 1564 m).
- Sierra de Somosierra, en Segovia y Madrid (Colgadizos, 1834 m).
- Sierra de Ayllón, en Segovia, Madrid y Guadalajara (Pico del Lobo, 2274 m).
  - Sierra de la Puebla, en Madrid y Guadalajara (La Tornera, 1866 m).
  - Sierra de Ocejón, en Guadalajara (Ocejón, 2049 m).
- Sierra de Alto Rey, en Guadalajara (Alto Rey, 1858 m).
- Sierra de Pela, en Guadalajara y Soria (Sima de Somolinos, 1548 m).

Las sierras más extensas e importantes del sistema Central son las de la Estrella, la de Gata y la de Gredos en la mitad occidental, y la de Guadarrama y la de Ayllón en la mitad oriental. La cordillera enlaza en su extremo este con el sistema Ibérico a través de la sierra de Pela, los Altos de Baraona y sierra Ministra.
A continuación se incluyen fotografías de varias de las sierras del Sistema Central, ordenadas de oeste a este:

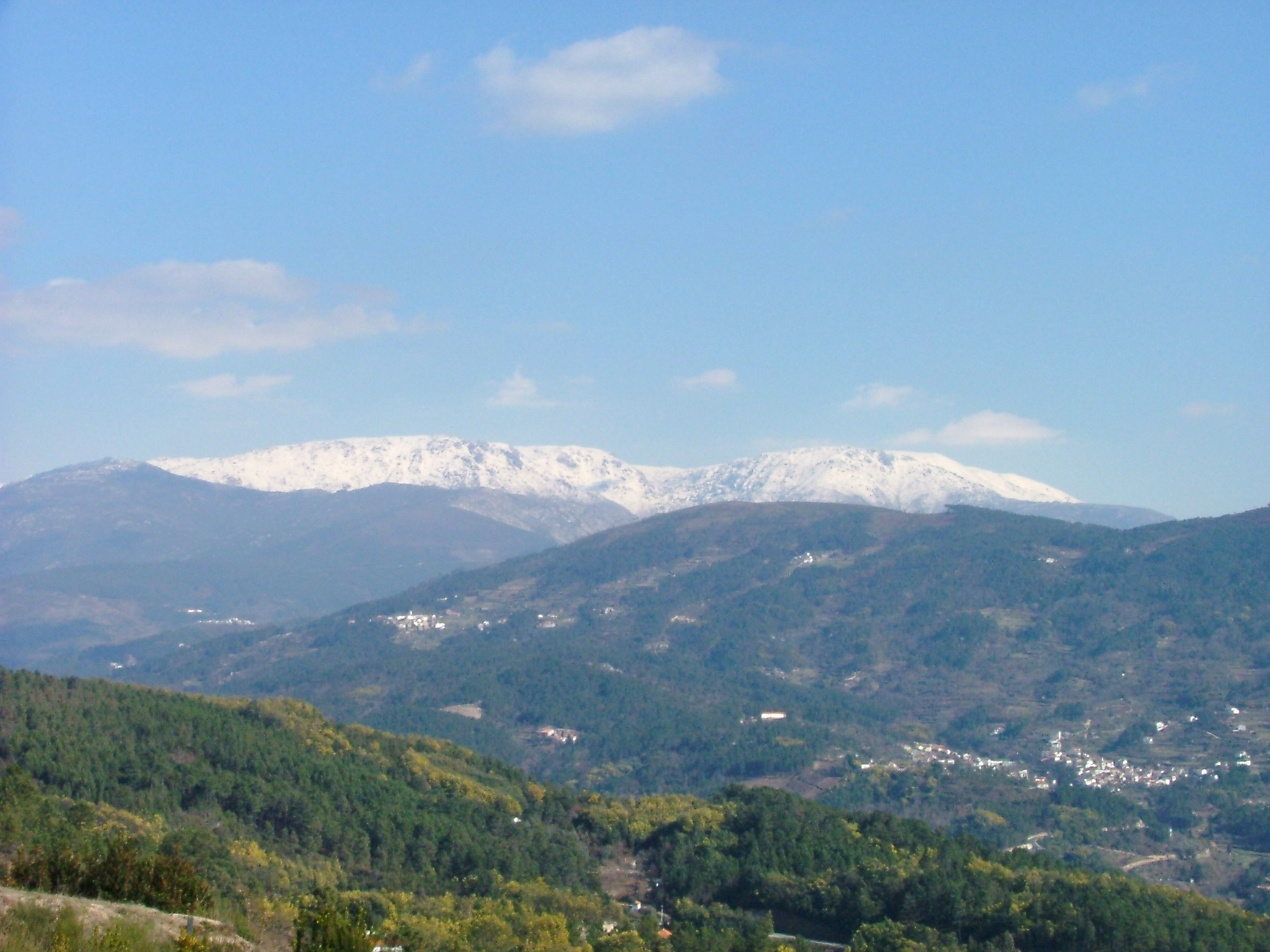
Sierra de la Estrella, la más occidental
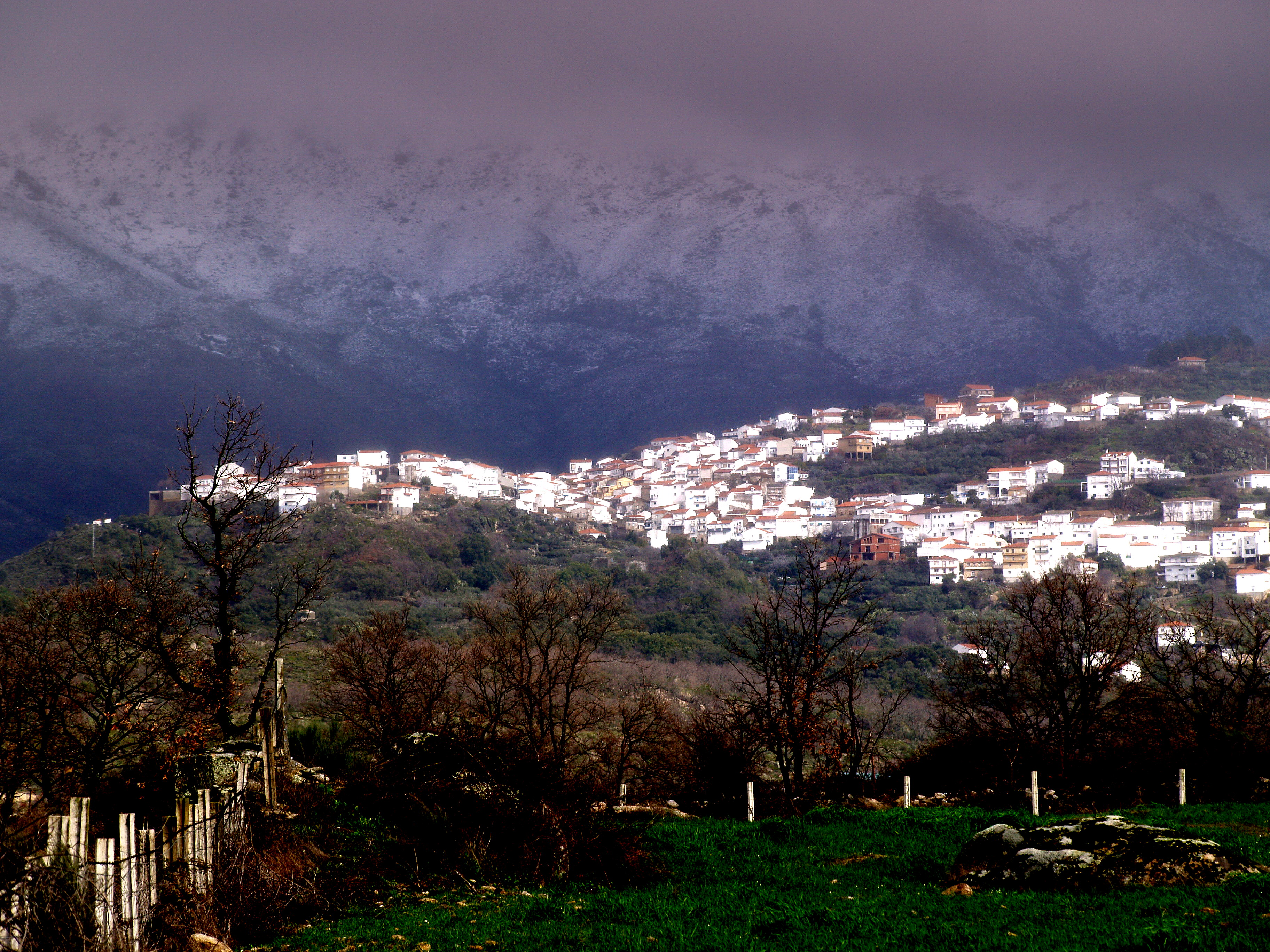
Sierra de Gata nevada
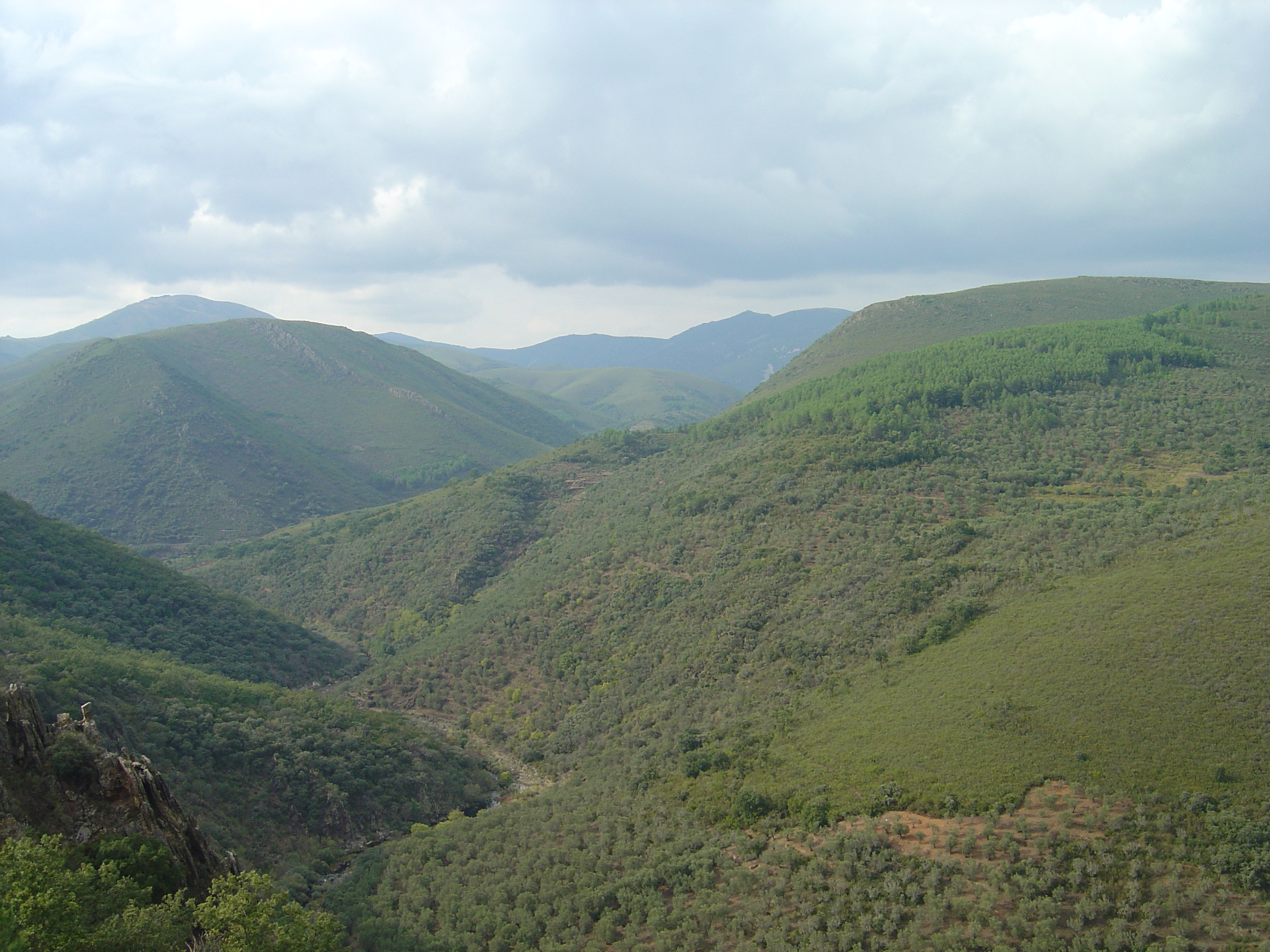
Sierra de Francia
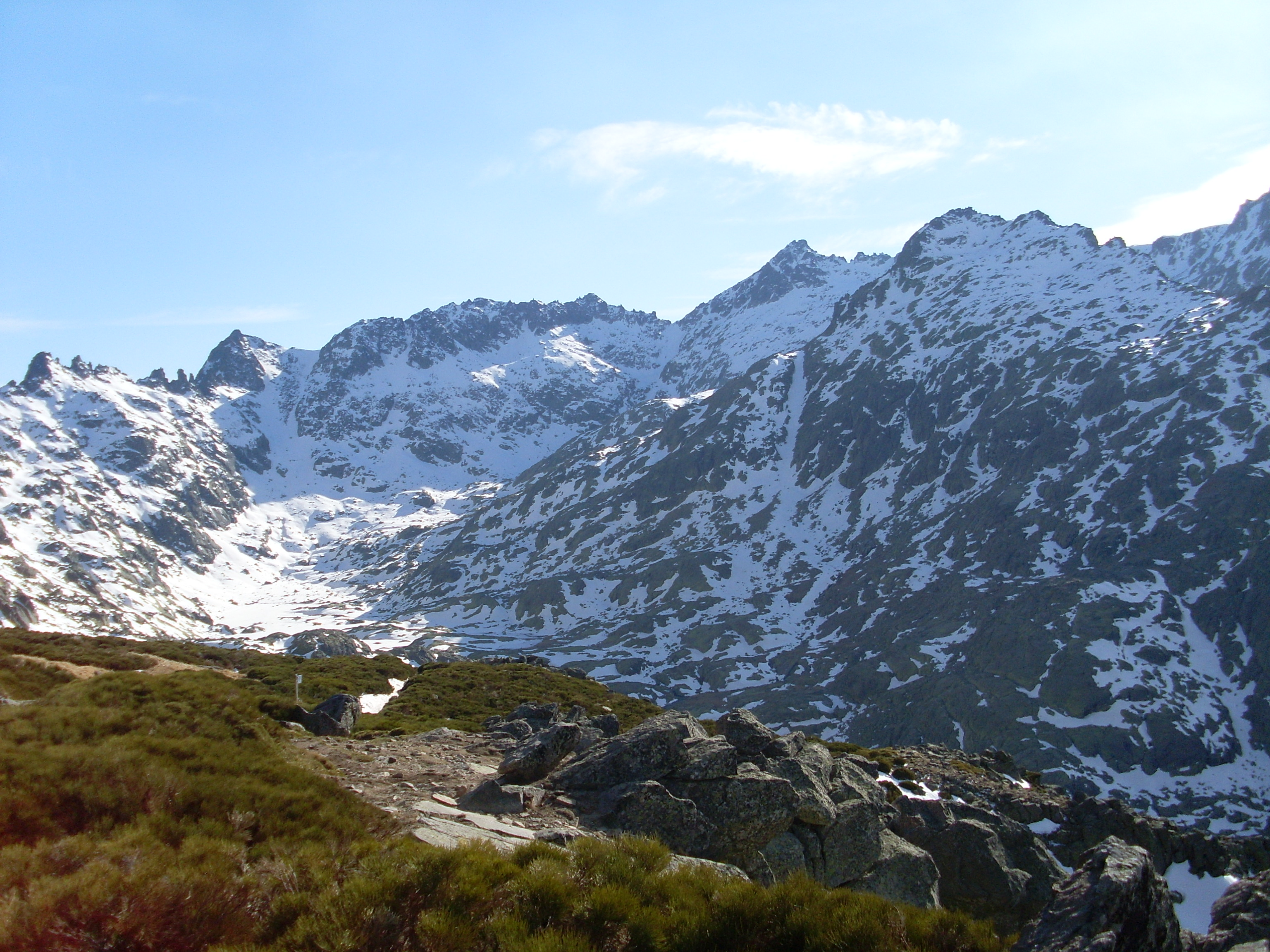
Circo de Gredos en la sierra de Gredos
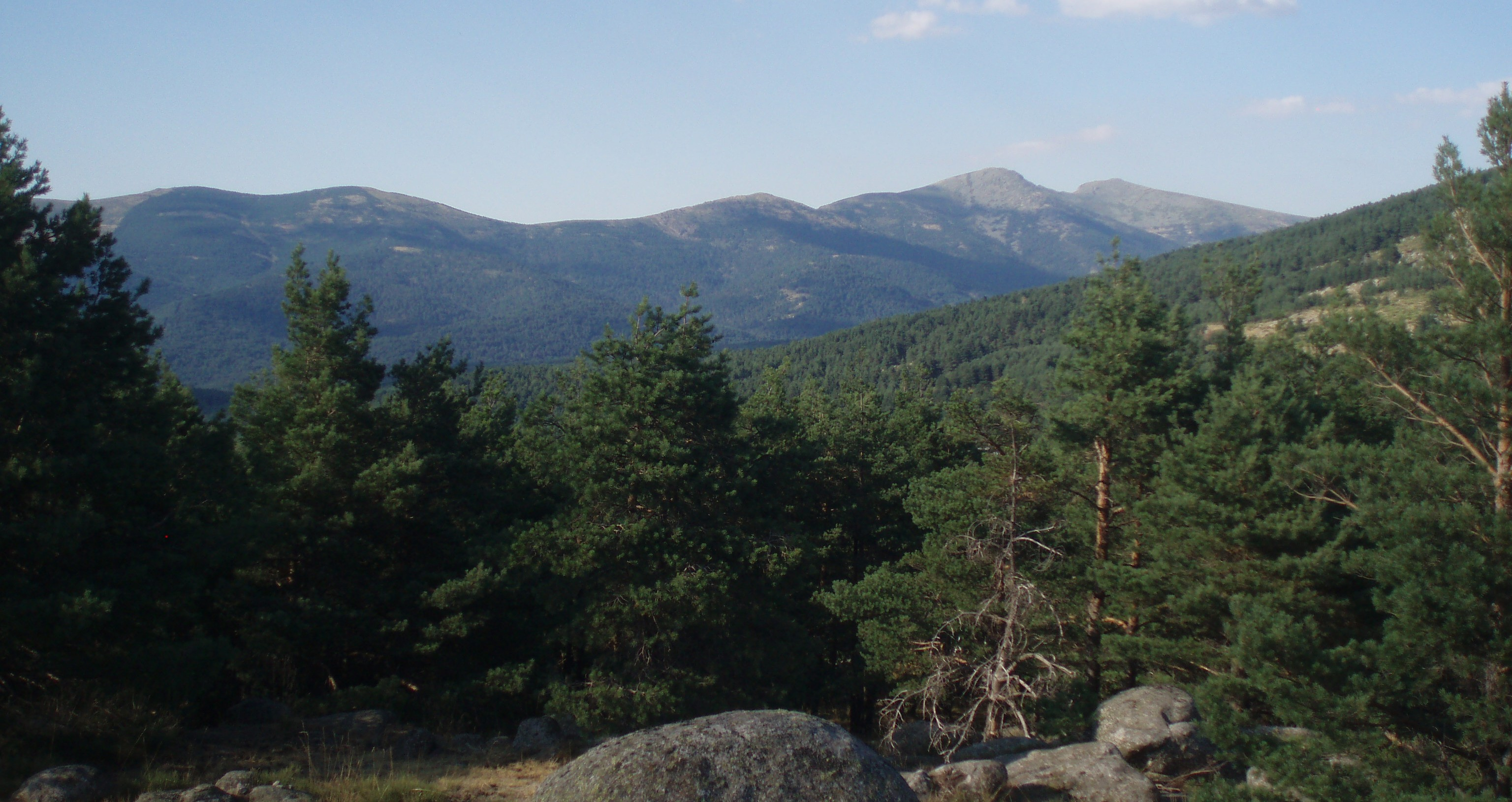
Valle del río Moros en la sierra de Guadarrama
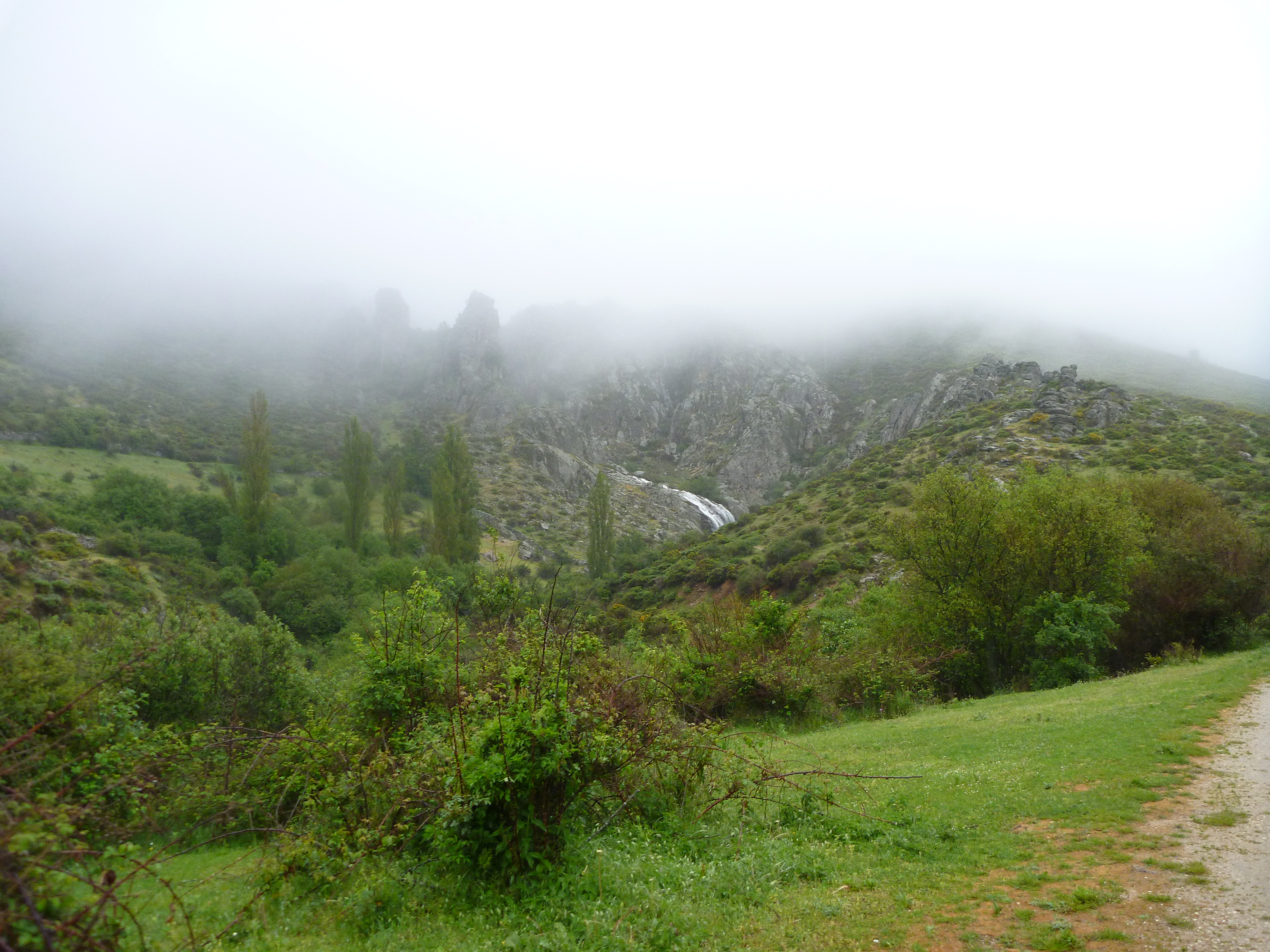
Chorrera de los Litueros en la sierra de Somosierra
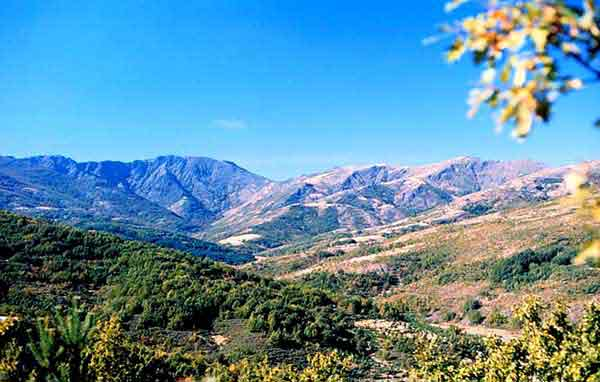
Sierra de Ayllón, la más oriental

## Clima

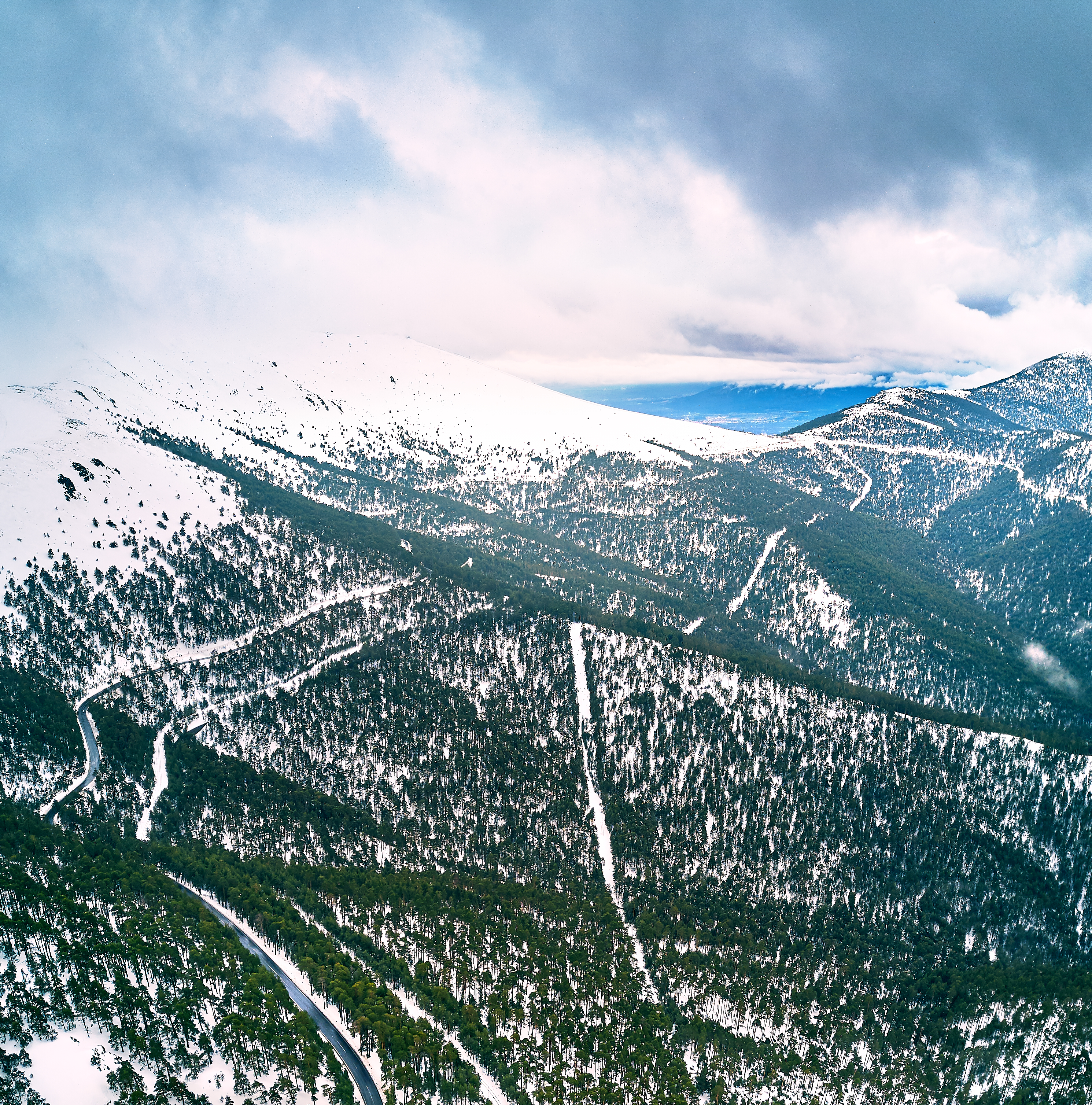
Ladera norte de la sierra de Guadarrama, entre los puertos de Navacerrada y Cotos

El clima del sistema Central varía dependiendo de la sierra, la vertiente y la altura de las montañas. El más cálido de ellos se encuentra en la vertiente sur de la sierra de Gredos, ya que recibe la influencia directa del clima mediterráneo típico de Extremadura. Las temperaturas más frías se dan en las partes más altas y en las caras norte de las montañas, teniendo inviernos en los que no se superan los 0 °C, características del clima de montaña. Las precipitaciones en el sistema Central son por lo general abundantes, superando en muchas zonas los 1000 mm anuales. Son en forma de nieve en invierno a partir de los 900 metros en las caras norte, y a partir de los 1100 en las caras sur, en términos medios. Las tormentas son muy frecuentes en toda la cordillera, más comunes en verano.

## Flora y fauna

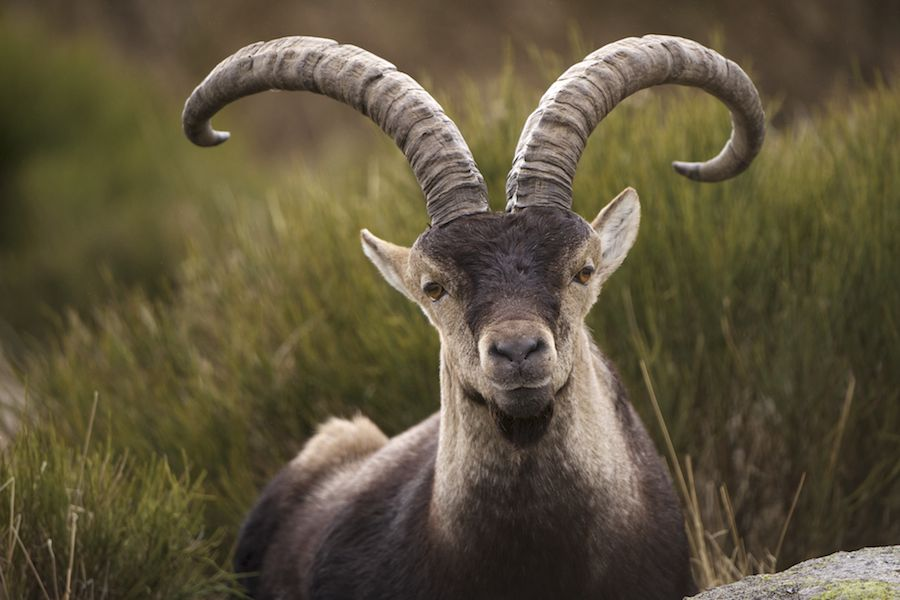
Macho de Capra pyrenaica victoriae en la sierra de Gredos

La flora del sistema Central se caracteriza por la abundancia de bosques de pino silvestre, piñonero y rodeno y la presencia de robledales y encinares en zonas más bajas. En las cumbres predominan los pastizales y arbustos de alta montaña. En la zona más baja de la cara sur de la sierra de Gredos existen especies vegetales propias del clima mediterráneo típico, como el olivo, gracias a las influencias climáticas que recibe de Extremadura.
En cuanto a la fauna, abundan mamíferos como ciervos, cabra montesas, jabalíes, corzos, gamos, tejones, varios mustélidos, gatos monteses, zorros y liebres; una gran cantidad de especies de aves acuáticas en los embalses, y grandes rapaces como el águila imperial o el buitre negro, entre otras.

## Comunicaciones

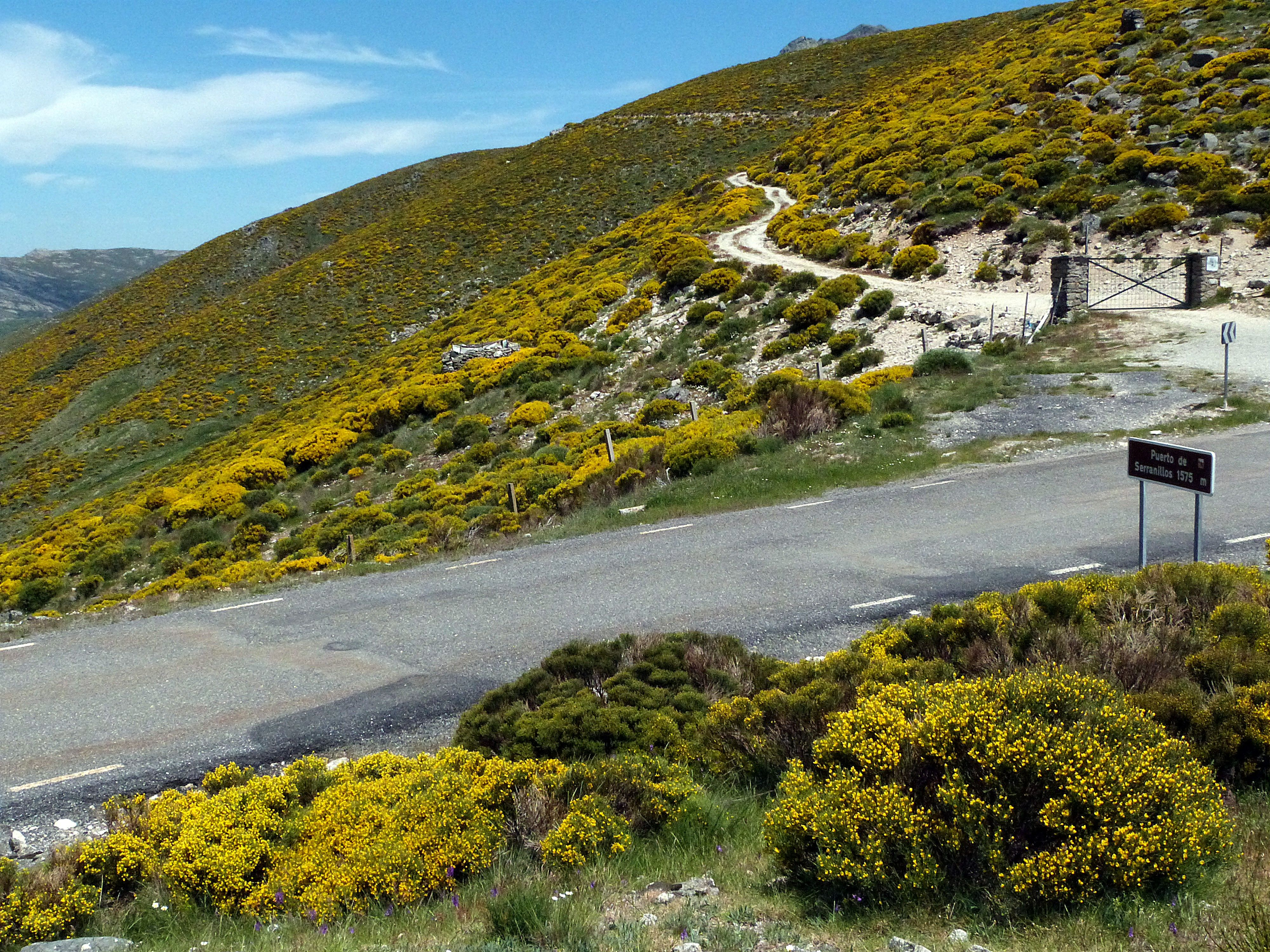
Puerto de Serranillos

La situación céntrica y divisoria del sistema Central ha hecho que sea atravesado desde tiempos prerromanos por varios puertos de montaña. Los principales pasos naturales entre ambas vertientes son el corredor de Béjar, el puerto de Tornavacas (Cáceres), el puerto del Pico (Ávila) con calzada romana, el puerto de la Paramera, el puerto de Navalmoral, Serranillos y el puerto de Menga (Ávila) y los puertos de Somosierra, el Alto del León, el puerto de la Fuenfría con calzada romana, el de Navacerrada y el de Cotos (entre Madrid y Segovia) y el Puerto de la Quesera entre la provincia de Guadalajara y Segovia.

## Economía
Durante mucho tiempo, el pastoreo y una modesta agricultura de subsistencia han sido la base de la economía de la cordillera (si bien en las laderas meridionales, que cuentan con más luz y mejor clima, se cultivan olivos y frutales). En la actualidad, un incipiente turismo de carácter rural se está convirtiendo en la base de la economía de la zona.